# Окотокс (Алберта)
Окотокс (енгл. Okotoks; /ˈɒkətɒks/) је варошица у канадској провинцији Алберта и предграђе града Едмонтона.
Име града вероватно потиче од речи народа Блекфут ohkotok која означава стену. На неких 7 км од вароши налази се велики ератични блок Биг рок, највећа стена те врсте у свету. Пре досељавања Европљана припадницима првих народа ова стена је представљала главни оријентир у овом доста равном крају. Године 1891. на месту близу данашњег насеља подигнута је пилана око које се формирало радничко насеље Шип Крик.
Према резултатима пописа из 2011. у варошици је живело 24.511 становника што је за чак 43% више у односу на попис из 2006. када је регистровано 17.500 становника. Услед толиког повећања броја становника у периоду између два пописа Окотокс је заузео десето место међу општинама са најбржим растом у поменутом периоду у целој Канади.
За већину популације (њих 93%) енглески је матерњи језик, док 1,4% као матерњи означава француски а 1% немачки језик.
Пилана која је изграђена 1891. као први привредни објекат у том насељу радила је 25 година и у једно време запошљавала је и до 135 радника. Око 1900. западно од града подигнуте су четири циглане, а већина старих грађевина у вароши је сазидана управо од цигала из њих. Западно од града је 1913. откривено богато нафтоносно поље након чеха Окотокс постаје најважнијим транзитним центром за дистрибуцију сирове нафте ка рафинеријама у Калгарију, док ја са друге стране кроз град стизала одговарајућа опрема за нафтна поља. У граду је 1959. отворена и фабрика за производњу сумпора.

## Становништво
| 1996. | 2001.  | 2006.  | 2011.  | 2016.  |
| ----- | ------ | ------ | ------ | ------ |
| 8.510 | 11.664 | 17.145 | 24.511 | 28.881 |